# Vegetarianisme a l'Índia

Etiquetatge obligatori a l'Índia per distingir productes vegetarians (esquerra) dels no vegetarians (dreta)

A l'Índia, el vegetarianisme és generalment sinònim de lactovegetarianisme. La majoria dels restaurants a l'Índia són clarament diferents i es comercialitzen com "vegetarià", "verd" o "pur vegetarià". Els restaurants vegetarians són abundants, en general molts estan disponibles (Shakahari: menjadors sànscrit). Els ingredients d'origen animal (diferents de la llet i la mel), com ara mantega, gelatina, brou, no s'utilitzen en la cuina tradicional. Índia ha creat un sistema d'etiquetatge de productes alimentaris a base de només ingredients vegetarians, amb un punt verd en un quadrat verd. La marca d'una taca marró en un quadrat marró significa la presència d'ingredients d'origen animal (diferents de la llet o els seus derivats directes).
D'acord amb una enquesta duta a terme per The Hindu el 2006, 31% dels indis són vegetarians, mentre que un altre 9% consumeix ous. Entre les diverses comunitats, el vegetarianisme és més comú entre la comunitat de jainista i els brahmans (55%) i menys comú entre els musulmans (3%) i els residents dels estats costaners. Altres estudis citats per la FAO i el Departament d'Agricultura dels Estats Units estimen que entre el 20% i el 42% de la població de l'Índia és vegetariana. Aquests estudis indiquen que fins i tot els indis mengen carn poques vegades, menys del 30% consumeix regularment. Les raons són part principalment culturals i econòmiques.
El recent creixement de la venda a l'engròs organitzat a l'Índia ha estat colpejada per una certa controvèrsia, ja que alguns vegetarians exigeixen supermercats sense carn.